# Подводная эра
Подводная эра (англ. Deep) — полнометражный компьютерный мультфильм 2017 года, совместного производства Испании,  Швейцария и Бельгии. В России мультфильм вышел 1 июня 2017 года по случаю дня защиты детей.

## Сюжет
Действия мультфильма происходят в постапокалиптическом будущем, где из-за действий людей планета Земля подверглась экологической катастрофе, в результате чего Земля была затоплена. Параллельно с этим, катастрофе подверглись и морские обитатели. Гримпотевтис Кракен сумел спасти нескольких обитателей и образовал с ними безопасное место, где и стали до сих там продолжать жить. Здесь царят простые правила, которые обеспечивают выживание колонии: никто не покидает пещеру и не интересуется тем, что происходит за её пределами.
Внук Кракена, Дип, считает жизнь скучной, но проявляет интерес к предметам, сделанными когда-либо людьми. Также в свои действия он вовлекает и своих друзей: Рыба-удильщик Иво и креветку Элис. Вскоре одна из «шалостей» Дипа приводит к тому, что он случайно подверг опасности обитателей своего родного места, из-за чего они оказались замурованы. Кракен говорит Дипу, что им может помочь только кашалот Нейтан, и называет внуку необходимые ориентиры, где можно будет найти Нейтана. Дип с Иво и Элис отправляются в путь, чтобы найти Нейтана.
Пройдя несколько ориентиров, друзья добираются до затонувшего Титаника, где их находит адский вампир Норма, которая заставляет послушать её выступление, а затем она указывает им, что для того, чтобы найти Нейтана, необходимо добраться до Бродвея. Также героям пришлось с трудом выбраться с корабля, так как Норма их не отпускала.
По пути, на Дипа нападает мурена Мора, но сразу услышав от него, что он имеет друзей, то признается, что она одинока. Дип берет Мору с собой в команду, несмотря на то, что Элис и Иво были против взять с собой хищницу, которая их чуть не съела в первую ночь.
Добравшись до Бруклинского моста друзья оказались в окружении крабов, где их предводитель краб йети Рико требует участия в танцевальной битве, чтобы он мог их пропустить. Элис взявшись за участие, своим выступлением поражает Рико, и он в неё влюбляется. После этого, герои проходят через Бруклинский мост, затем оказавшись на улицах затопленного Нью-Йорка, странным образом попадают в радиационную зону и преодолевают ряд затруднений.
Но потом они встречают Императорский пингвин Дарси и его помощников: моржа Луиджи и aфалины Ральфа. Пока Дарси и Луиджи отвлекли главных героев просмотром фильма о проекте «Ковчег-1» и «Ковчег-2» (на котором спаслись люди, покинув Землю и отправились поселять другую планету), они обсуждают план обмануть их путём заморозки и покинуть Землю на «Ковчеге-3», также для обмана вовлекают к себе Мору.
Когда героев заманили в ловушку, они наконец встретили Нейтана, который оказывается прикованный цепями, а затем сразу узнали об плане Дарси всех заморозить, в том числе и обманутая Мора, не попавшая в ловушку, после чего помогает Дипу. Дипу, Элис и Иво удалось вывести из строя машину, не дав себя заморозить, а затем выбираются из запертой камеры и вместе с Морой вступают в бой против Дарси, Луиджи и Ральфа, в результате которого побеждают троицу и выбираются из уже отправляющегося в путешествие «Ковчега-3» вместе с Нейтаном.
Вернувшись домой, герои вместе с Нейтаном начинают освобождать застрявших под завалами Кракена и жителей, где Дип чуть не пожертвовав своей жизнью чтобы полностью освободить от завалов. После освобождения Мора начинает предлагать идею, где можно будет начать оплодотворять и увеличить популяцию, а у Дипа (побоявшегося остаться последним из своего вида) появляется вторая половинка. Что касается Дарси и его помощников, они вынуждены дрейфовать по океану на капсуле, которую Дип случайно выпустил из Ковчега во время драки.

## Критика
Данный мультфильм получил в целом отзывы в негативную сторону. Такому послужило отвратное содержание мультфильма, наличие взрослого юмора и сцен, которые могут оказаться страшными для детей. Рейтинг мультфильма на авторитетном сайте Rotten Tomatoes составляет 33%, основанный на 6 рецензиях. На сайте Metacritic мультфильм не имеет оценку.
Российские кинокритики дали мультфильму среднюю оценку. Журналист Борис Иванов в своей рецензии про мультфильм высказался как "неплохой, но и не выдающийся", также отметив тем, что для испанской анимации это достижение.